# Oque del Rei
Ne doit pas être confondu avec Oque.
Oque del Rei est une localité de Sao Tomé-et-Principe située au nord-est de l'île de São Tomé, dans le district d'Água Grande. C'est une banlieue de la ville de Sao Tomé.

## Population
Lors du recensement de 2012, 3 465 habitants y ont été dénombrés.

## Culture
Une troupe (tragédia) de tchiloli, Bom Sucesso, y était hébergée.